# گالینا لئونتیوا
گالینا لئونتیوا (روسی: Гали́на Алекса́ндровна Лео́нтьева؛ ۶ نوامبر ۱۹۴۱ – ۴ فوریهٔ ۲۰۱۶) بازیکن والیبال اهل اتحاد جماهیر شوروی سوسیالیستی بود.